# 埃兹
埃兹（法語：Èze，法語發音：[ɛz]），法国东南部城市，普罗旺斯-阿尔卑斯-蔚蓝海岸大区滨海阿尔卑斯省的一个市镇，隶属于尼斯区，其市镇面积为9.47平方公里，2022年1月1日时人口数量为2,155人，在法国城市中排名第5,012位。
埃兹位于滨海阿尔卑斯省东南部，地中海海滨，因当地独特的山海景观而闻名，其城市中心位于一处陡峭的山坡之上，沿海地带则开辟有沙滩浴场。

## 地名来源
埃兹的地名来源尚存在争议。根据当地官方网站的论述，“Èze”一名可能出自当地一处名为“Avisio”的港口，亦可能与古希腊神话人物伊西斯有关。在1801年以前，当地曾使用Eza作为官方名称。
埃兹亦是法国九个名称为回文的市镇之一。

## 历史

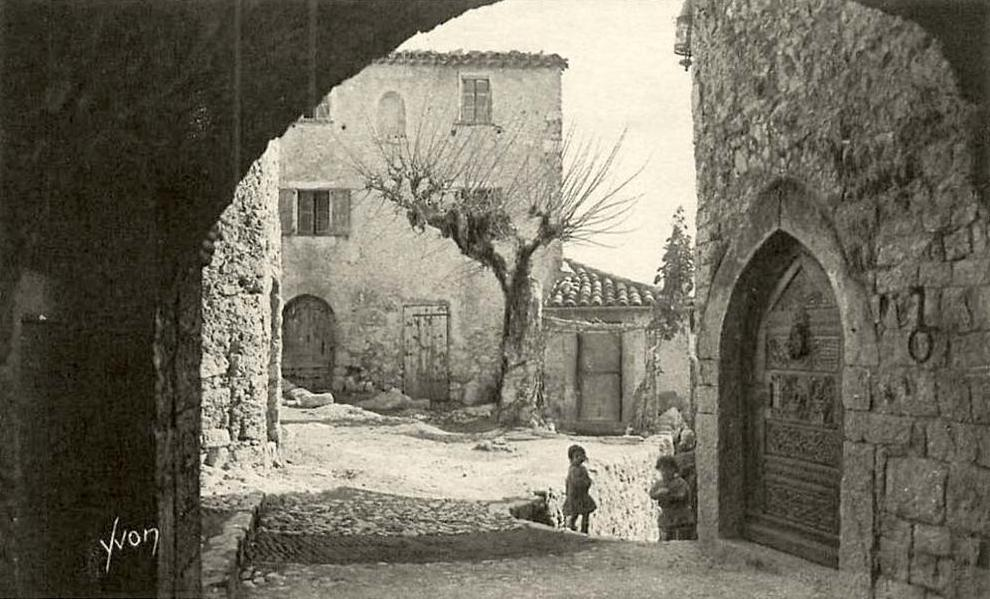
20世纪初的埃兹

埃兹的早期历史尚不清楚。根据当地官方网站的论述，公元前220年，埃兹境内可能建有一处城堡。中世纪中期，撒拉逊人入侵埃兹地区。1388年，埃兹被萨伏依家族夺取。1543年，苏莱曼一世率兵占领埃兹。1706年，法兰西国王路易十四获得埃兹，在他的要求下，埃兹城墙被拆除。法国大革命后，埃兹成为滨海阿尔卑斯省的一个市镇。1815年，埃兹被划入撒丁王国。1818年，埃兹北部的大片街区被划出成为拉特里尼泰。1860年，根据《杜林條約》，埃兹被重新划入法国。途径埃兹的马赛—文蒂米利亚铁路于1872年全线建成通车。自19世纪末以来，得益于当地独特的山海自然景观及交通运输的发展，埃兹逐渐成为一座海滨旅游城市，当地居民数量逐年增加，德国哲学家弗里德里希·尼采、法国总统雷蒙·普恩加莱、瑞典威尔海姆王子等重要人物曾在埃兹居住。

## 地理

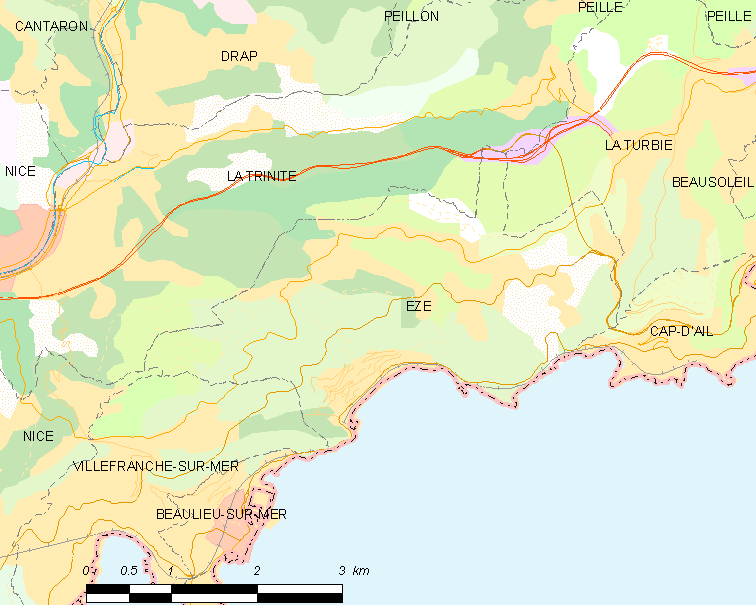
埃兹市镇范围地图

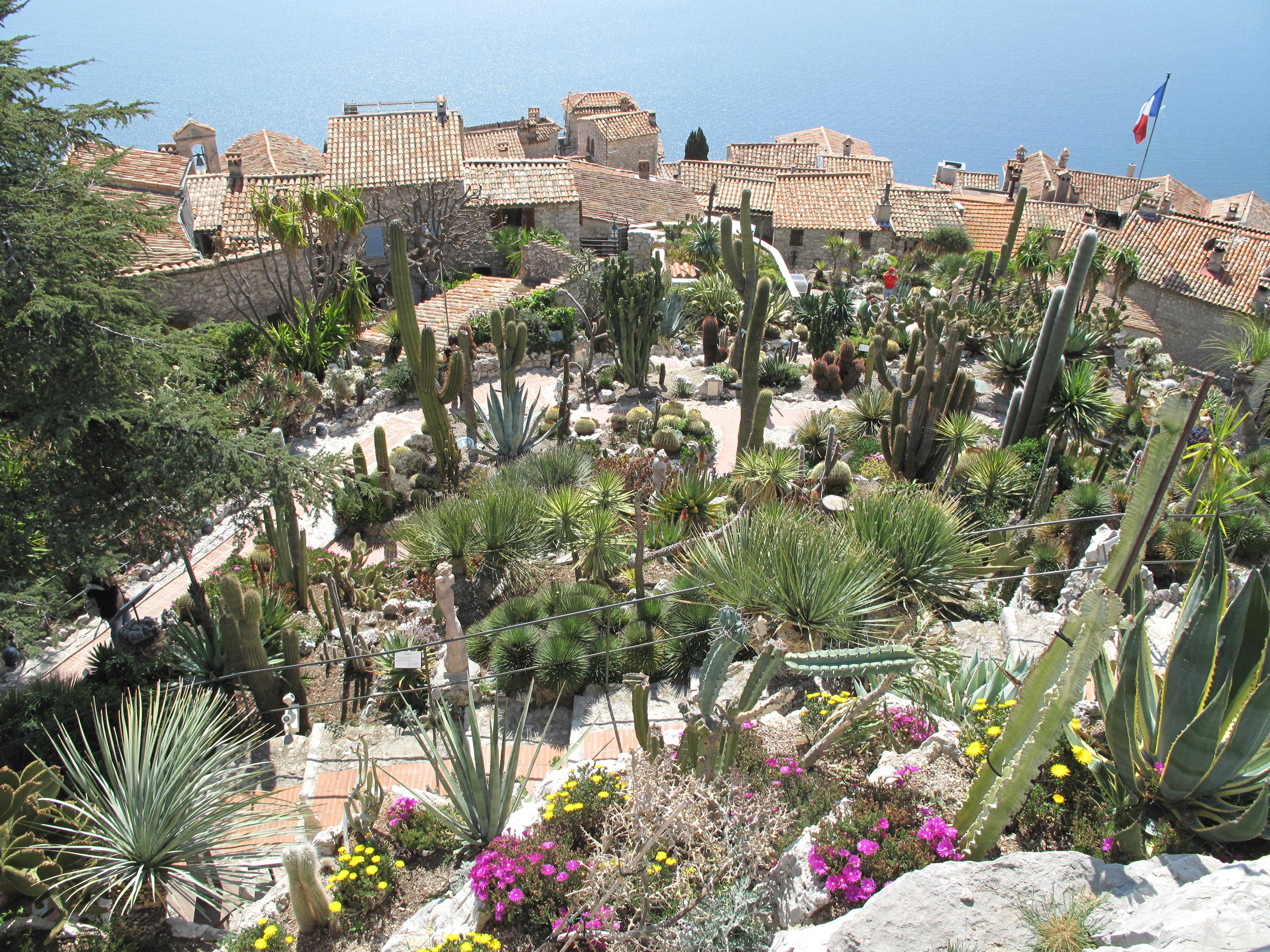
埃兹洋花园

埃兹位于法国东南部，普罗旺斯-阿尔卑斯-蔚蓝海岸大区东南部和滨海阿尔卑斯省东南部，距离省会尼斯大约12公里。与埃兹接壤的市镇包括：尼斯、卡普达伊、拉特里尼泰、拉蒂尔比和滨海自由城。

### 地形
埃兹位于阿尔卑斯山南段，境内以山地为主，地形复杂，整体地势自海滨向内陆快速抬升，市镇中心与沿海地带之间的直线距离不到1公里，但却有超过400米的高差，且中间还有Bastide山的阻挡。埃兹全境海拔在0到700米之间。

### 水文
埃兹境内的一些山涧溪流在此直入地中海。

### 植被
埃兹属于亚热带硬叶林区，是大科尔尼什省级公园（Parc départemental Grande Corniche）的组成部分，当地的林地广泛分布于山地地带，镇中心还开辟有埃兹洋花园。
在鲜花城市的评比中，埃兹被评为2星级鲜花城市。

### 气候
埃兹在柯本气候分类法中属于地中海气候（Csb）。

## 行政区划
埃兹的市镇编号为06059，邮政编号为06360。
在行政管理方面，埃兹隶属于法国普罗旺斯-阿尔卑斯-蔚蓝海岸大区滨海阿尔卑斯省尼斯区；在地方选举方面，埃兹隶属于博索莱伊县，其市镇范围全境被划入滨海阿尔卑斯省第四选区；在社会管理方面，埃兹是尼斯蔚蓝海岸都会区的组成部分。
截至2024年1月，埃兹市镇范围内暂无任何城市敏感街区及城市政策优先街区。
法国国家统计与经济研究所（简称）在进行数据统计时，将埃兹及相邻的另外8个市镇设为芒通-摩纳哥城市核心区，并将包括核心区在内的周边共12个市镇划为芒通-摩纳哥城市区。自2020年起，芒通-摩纳哥城市区被相同范围的芒通-摩纳哥城市辐射区代替。此外，还将埃兹市镇整体看作一个“块区”（IRIS），以便于统计人口分布情况。

## 交通

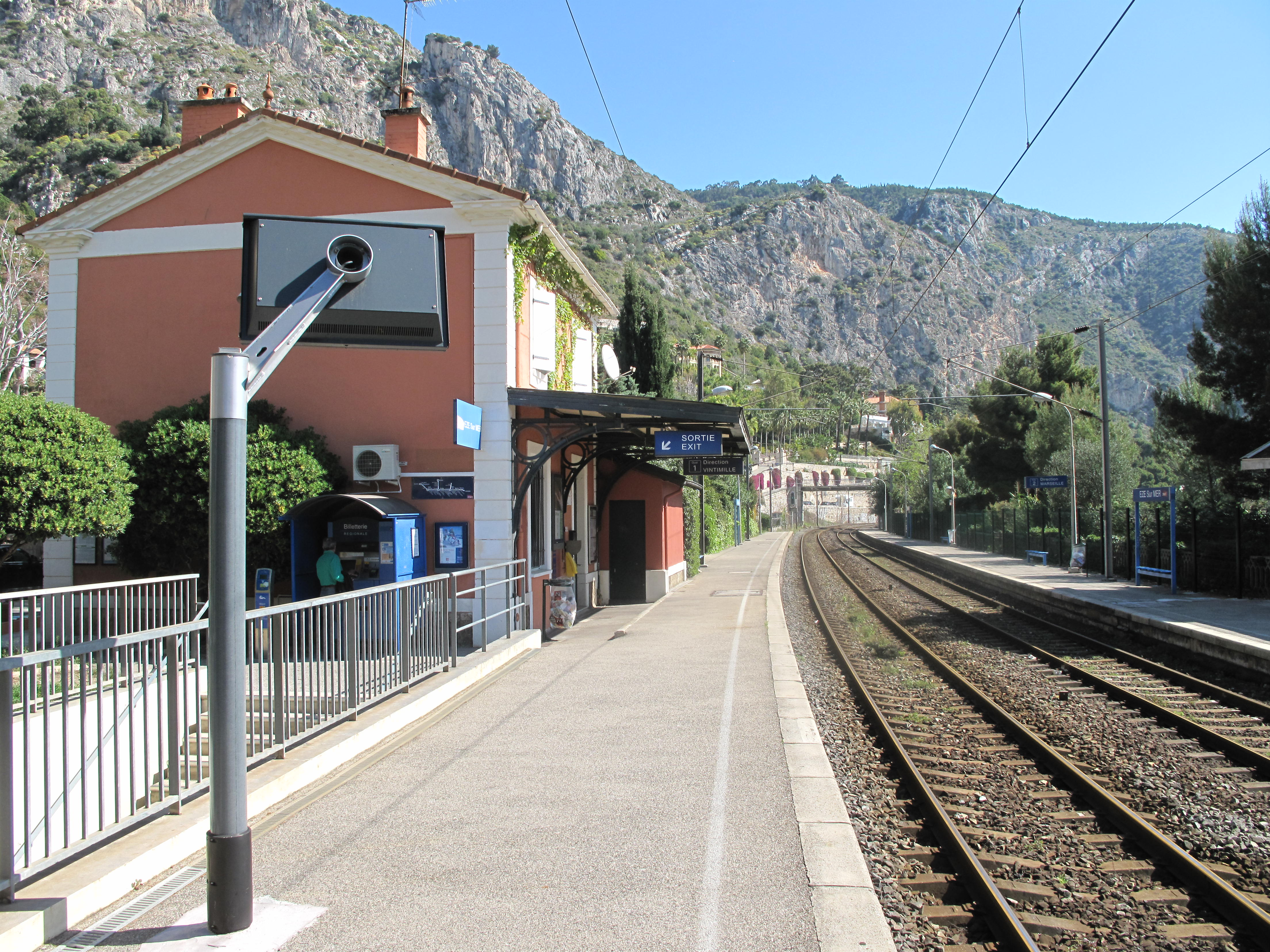
滨海埃兹火车站

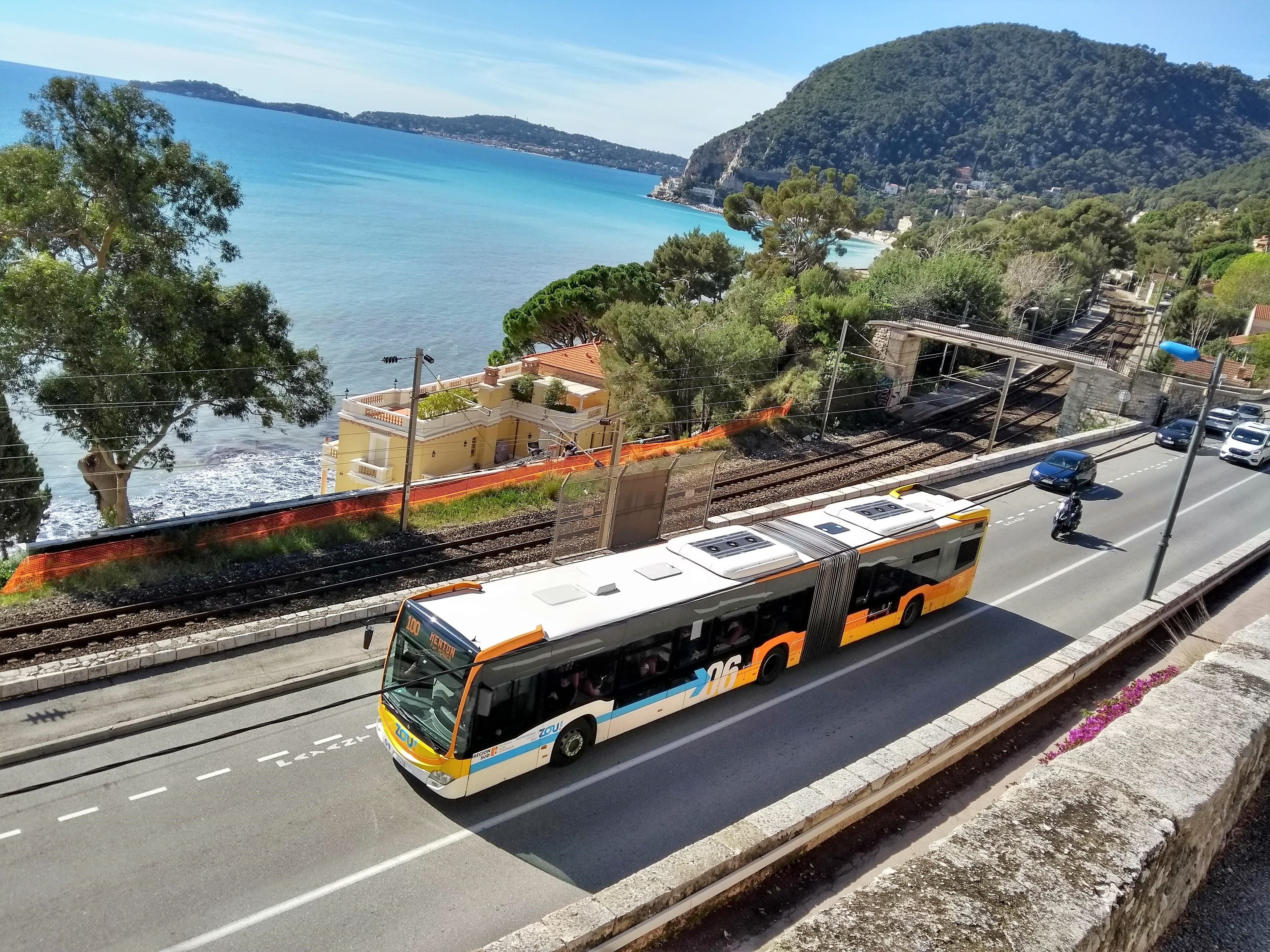
途径埃兹的公共汽车

### 公路
A500高速公路和尼斯都会区公路M45线、M2564线和M6098线在埃兹境内交汇。
2020年，422%的埃兹家庭拥有至少一辆私人汽车。2021年，埃兹境内共发生各类交通事故11起，造成2人遇难，13人受伤，其中6人重伤。
| 付费 | 3.6 |

| 尼斯 | 11 |

| 芒通 | 17 |

| 摩纳哥 | 8.2 |

### 铁路
埃兹位于上。滨海埃兹站位于埃兹市区南部的海滨地带，该站停靠往返于戛纳和文蒂米利亚一线的区域列车，部分班次可直通格拉斯。

### 航空
埃兹距离尼斯蔚蓝海岸机场的公路里程大约28公里。

### 城市公共交通
埃兹是尼斯城市公共交通（商业名称为）的服务范围。截至2024年2月，该系统共包括三条有轨电车及近百条各类公交线路，其中尼斯公交82路、83路、602路和607路经过埃兹境内。

## 政治

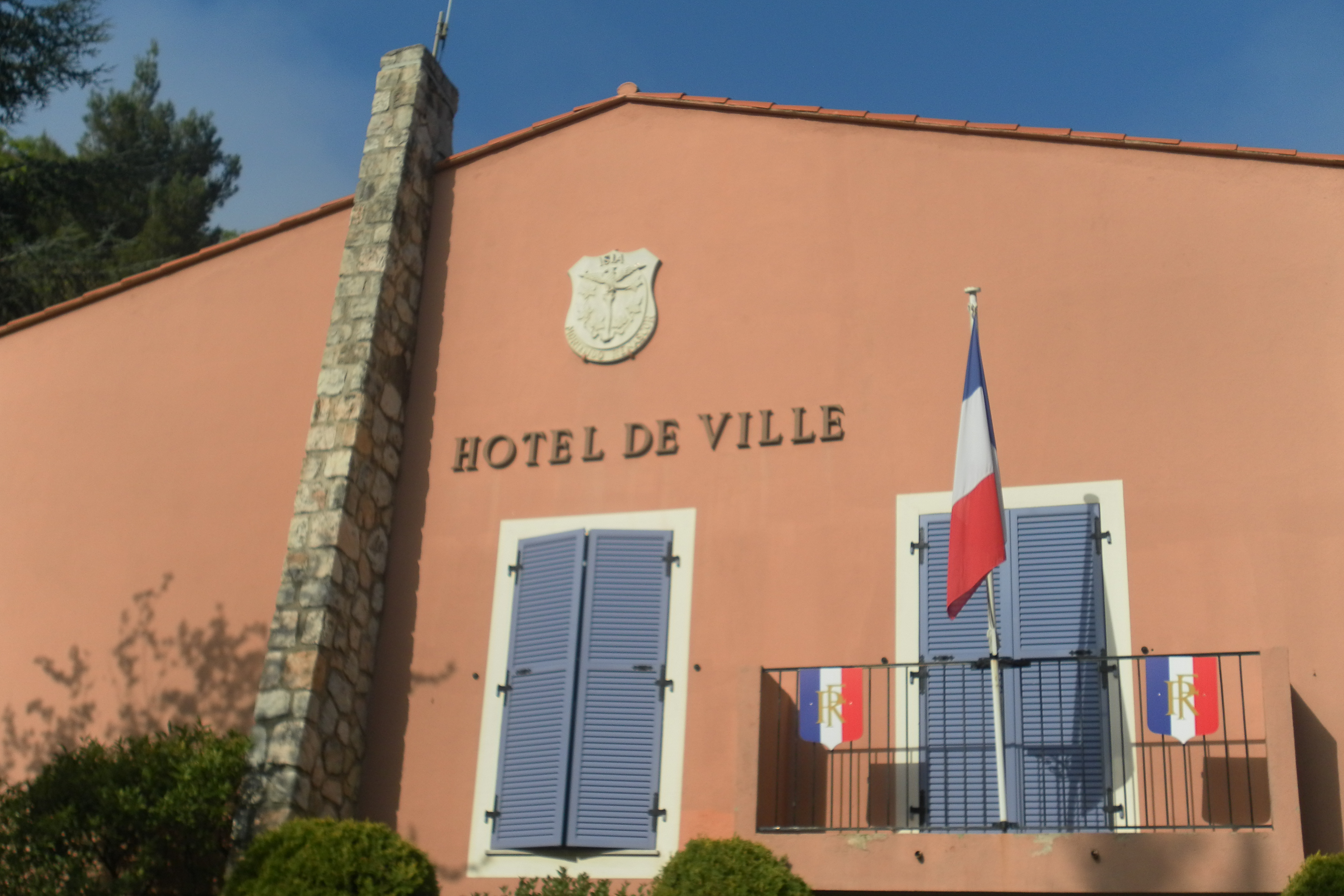
埃兹市政厅

埃兹的现任市长为斯泰凡·谢克里先生（Stéphane CHERKI），他是民主人士和独立人士联盟的一名成员，在2020年的市政选举中获得了100.00%的支持率（无其他候选人）。
在2022年的法国总统大选的第二轮选举中，法国第25任总统埃马纽埃尔·马克龙在埃兹获得了51.11%的支持率。

## 人口
2021年，埃兹市镇人口数量为2,189，在法国排名第5,012位。其中男性1,115人，女性1,107人，75岁及以上人口占11.1%，外籍人口数量为299人，人口密度为231人/平方公里，当地居民被称为。2022年，埃兹境内出生11人，死亡人口16人。
| 埃兹1901年－2021年人口变化情况 |
|                                |
| 数据来源：Cassini、INSEE       |

## 经济
埃兹是一个区域性的中心城市。截至2024年2月，埃兹市镇范围内共有各类用人单位（包含自雇）942家，平均历史为17年，其中98.54%为中小型企业（PME），2023年12月至2024年2月间，当地的经济活力指数为0.42%。（餐饮）、（游客接待）及（餐饮）是当地2021年营业额最高的三个企业，分别为56,566,507欧元、1,834,658欧元和74,781欧元。

## 财政与居民收入
2022年，埃兹的财政收入总额为7,937,010欧元，财政支出总额为8,097,880欧元，当年的债务总额为77,060欧元。2022年，埃兹市镇通过增值税获得232,960欧元的收入，此外当地还共获得了272,400欧元的国家直接财政补助。
| 埃兹居民收入情况                                 | 埃兹居民收入情况 | 埃兹居民收入情况      | 埃兹居民收入情况 |
| 内容                                             | 埃兹             | 法国                  | 统计年份         |
| ------------------------------------------------ | ---------------- | --------------------- | ---------------- |
| 征税家庭总数                                     | 1,160            | 1,081（法国市镇平均） | 2022年           |
| 居民平均月收入                                   | 2,836欧元        | 2,435欧元             | 2022年           |
| 高级职员人均月收入                               | 4,738欧元        | 4,331欧元             | 2021年           |
| 中级职员人均月收入                               | 2,541欧元        | 2,470欧元             | 2021年           |
| 普通职员人均月收入                               | 1,934欧元        | 1,801欧元             | 2021年           |
| 贫困率                                           | 11%              | 14.5%                 | 2020年           |
| 青壮年（15至64岁）失业率                         | 9.0%             | 7.4%                  | 2020年           |
| 征税家庭数量占比                                 | 61.8%            | 45.5%                 | 2020年           |
| 家庭年均纳税                                     | 11,625欧元       | 4,393欧元             | 2022年           |
| 资料来源：INSEE、L'Internaute、Le Journal du Net |                  |                       |                  |

## 社会事务

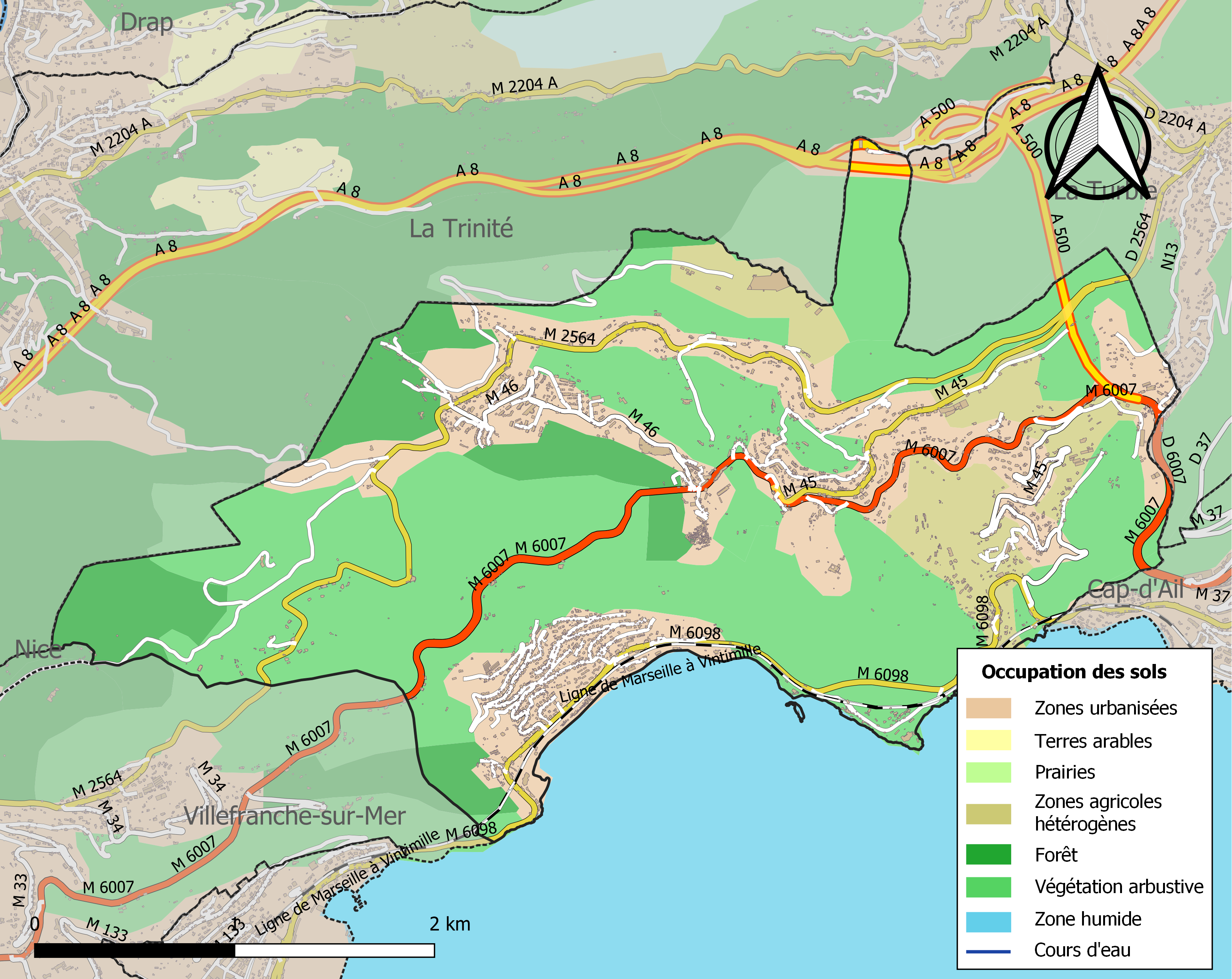
埃兹土地利用情况地图

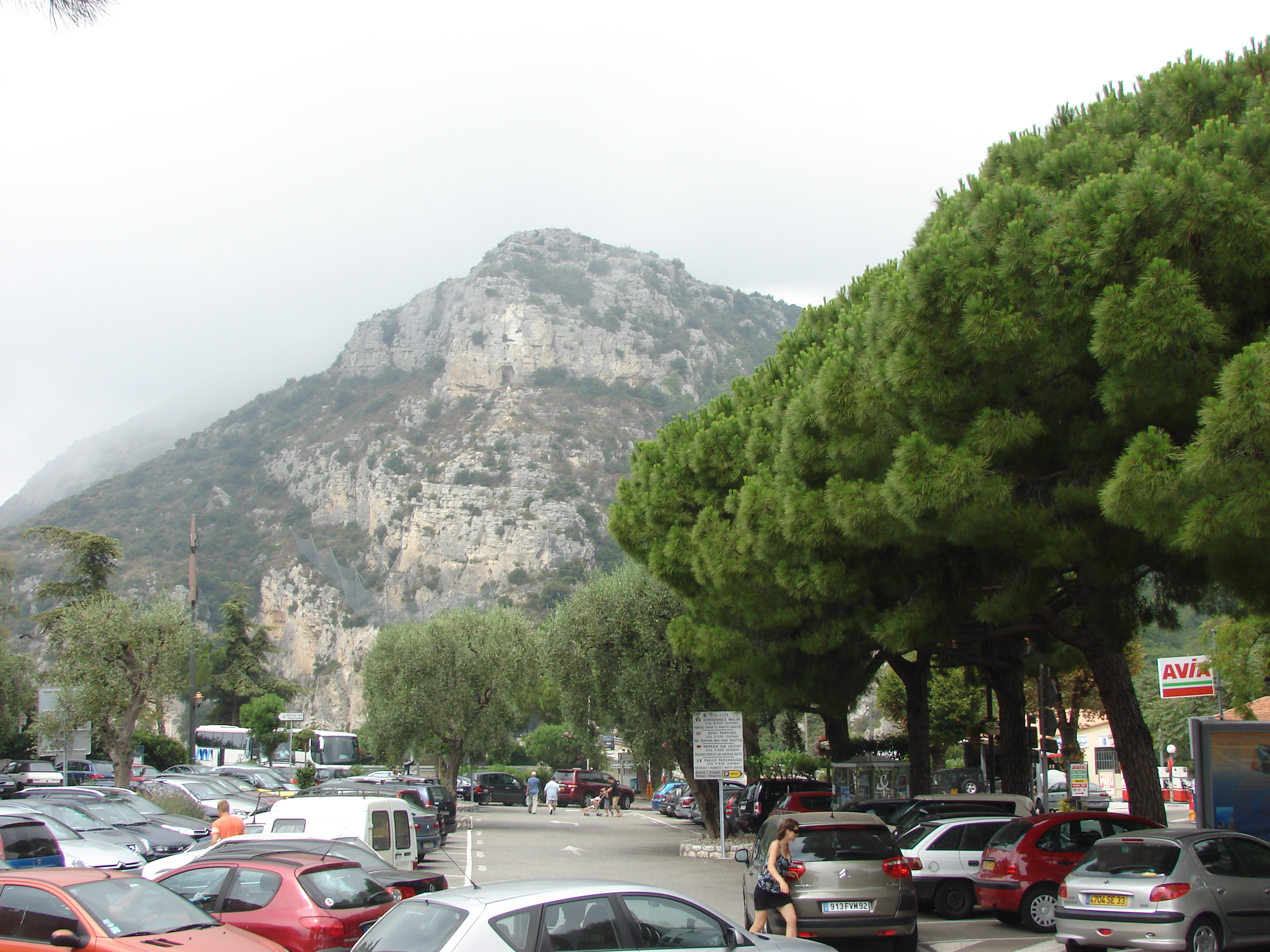
戴高乐将军广场

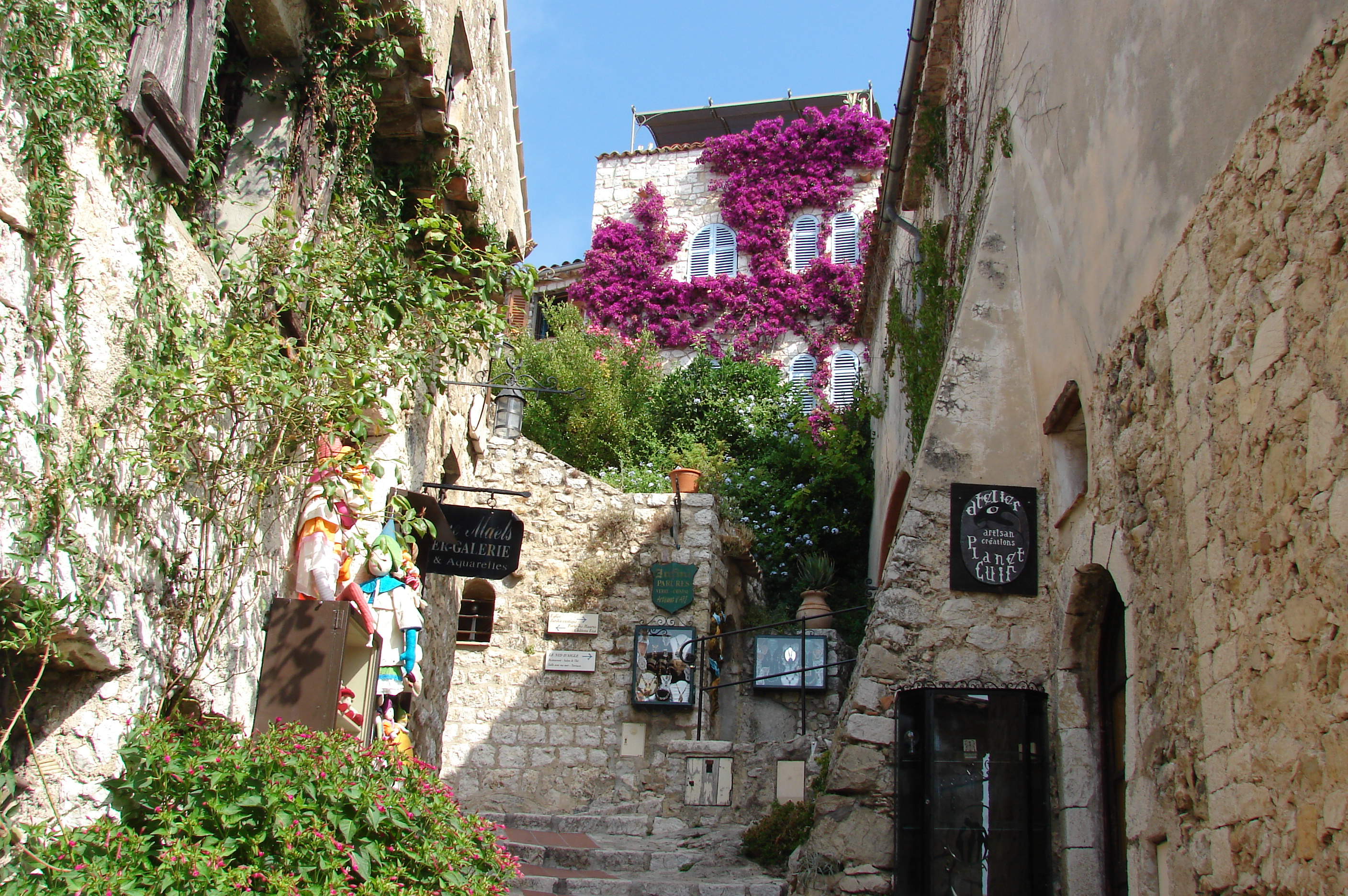
一处小道

### 教育
埃兹属于尼斯学区。截至2021年1月1日，埃兹境内共有2所小学。

### 医疗
截至2021年1月1日，埃兹境内共有全科医生2名、保健师2名、牙医1名和药房1家。
距离埃兹最近的区域性医疗机构为尼斯大学中心医院，其主病区之一的巴斯德医院（Hôpital Pasteur）位于尼斯市区东北部，距离埃兹市区的正常车程大约20分钟，该院设有床位461个。

### 住房
2020年，埃兹境内共有各类住房2,216套，其中54.0%为独立式住宅，45.4%为集中式住宅。常住房屋占埃兹市镇范围内居民建筑总量的45.4%。
在住房保障政策方面，2022年，埃兹境内共有40户家庭获得了住房经济补助，受益人数占总人口数量的1.8%，其中54份为房租补助。

### 商业
2021年，埃兹境内共有各类实体商铺77家，其中餐厅27家、杂货店1家、面包房2家、书店1家、美容美发店1家。

### 体育
2021年，埃兹境内共有1间体育馆、4处网球场以及2处足球或橄榄球场。
截至2024年2月，埃兹境内暂无任何注册足球俱乐部。

### 环境
埃兹的环境事务由其所属的尼斯蔚蓝海岸都会区联合各级政府协调负责。2021年，埃兹境内暂无污染企业。

### 治安
2021年，埃兹市镇范围内有1处宪兵队。
埃兹及其附近的共16个市镇是芒通国家宪兵队（zone gendarmerie de Menton）的管辖范围。2020年，该宪兵队累计记录各类案件1,490起，其中盗窃类案件644起，经济类案件169起，毒品交易类案件212起。

## 文化
2021年，埃兹境内暂无任何文化设施。

### 建筑
埃兹境内有多处历史建筑，其中圣母升天教堂为法国国家文物保护单位，埃兹城堡遗址（Château d'Èze）是当地的地标性建筑物。

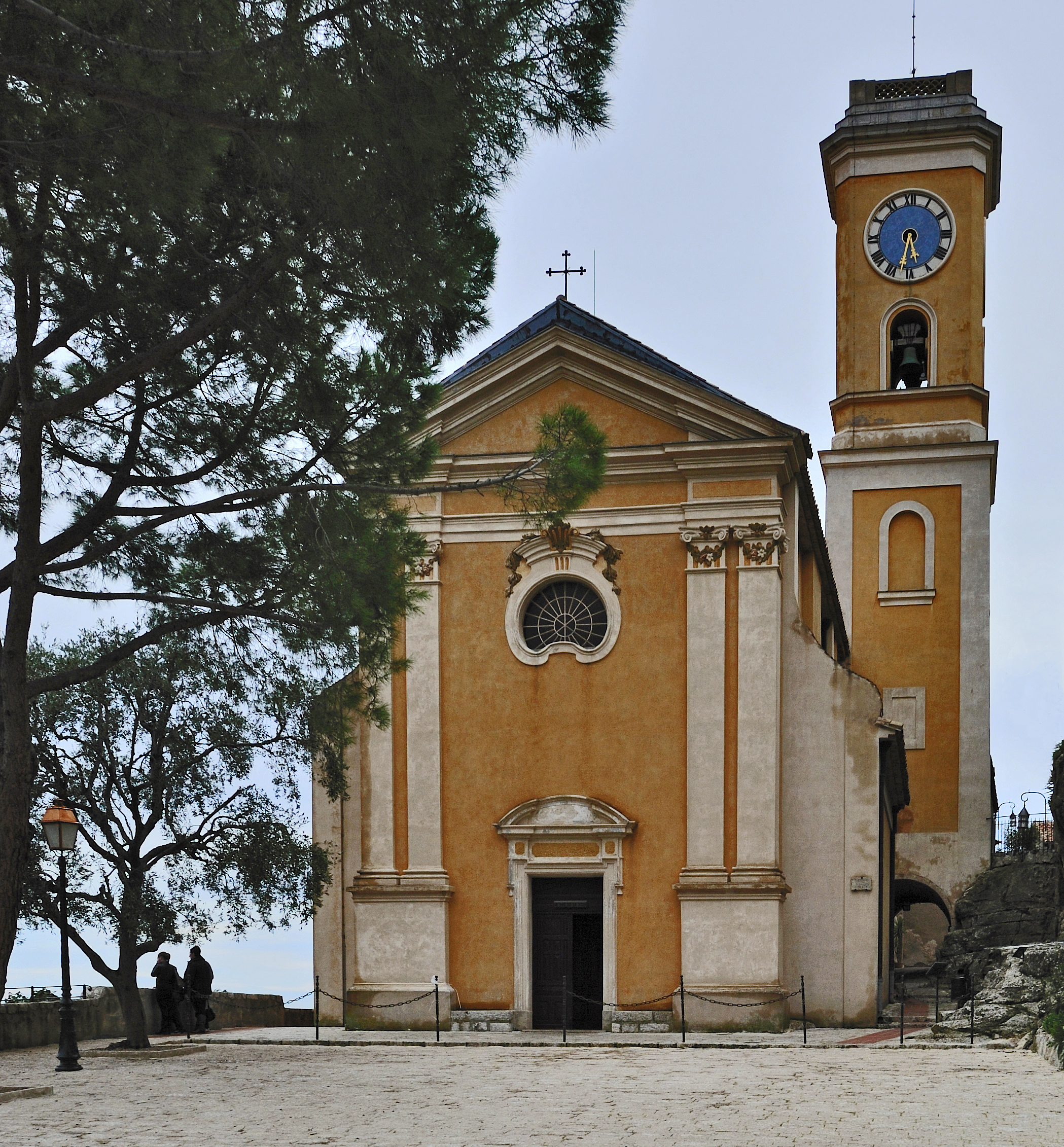
圣母升天教堂（法语：Église Notre-Dame-de-l'Assomption d'Èze）
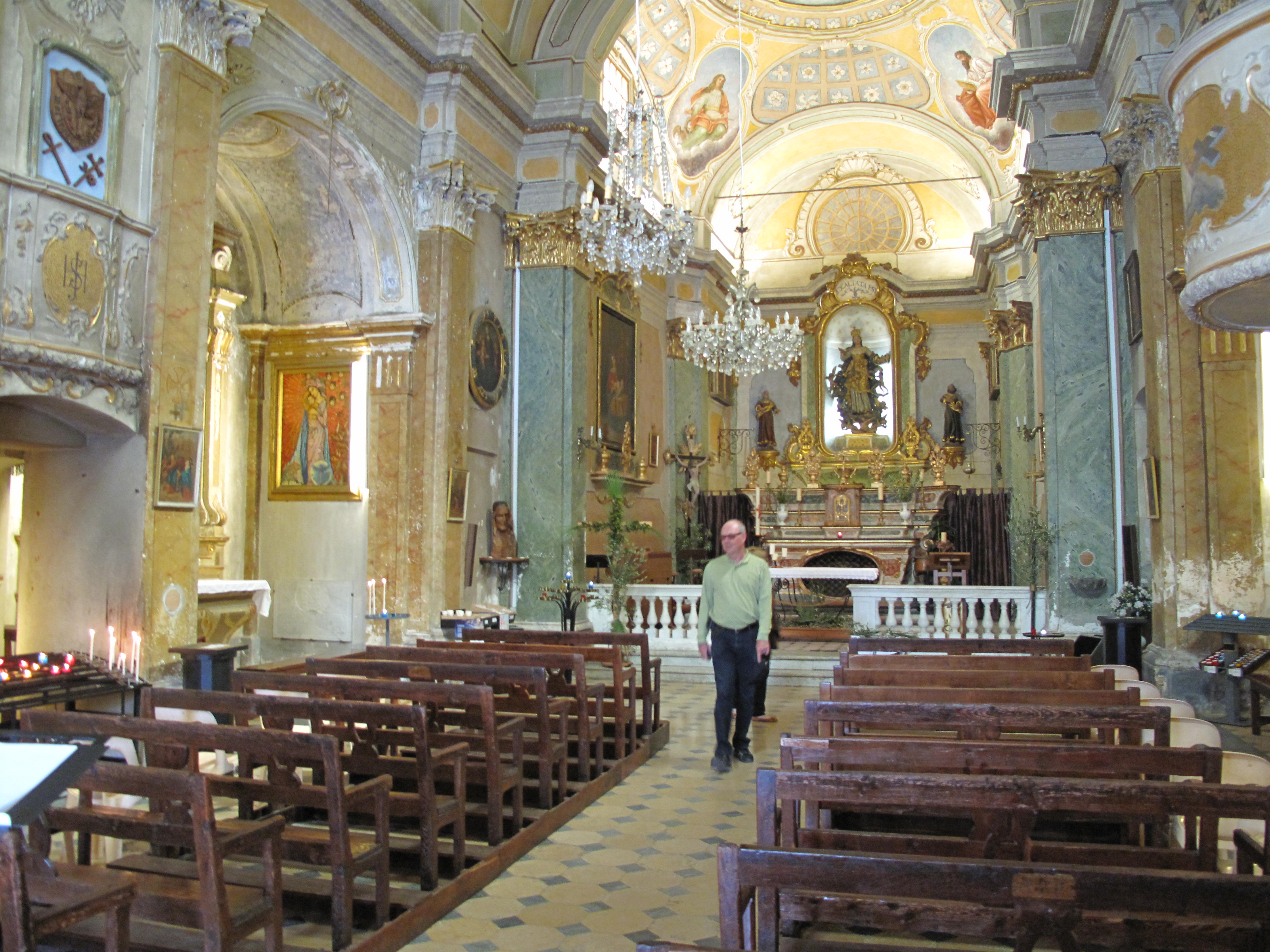
教堂大厅
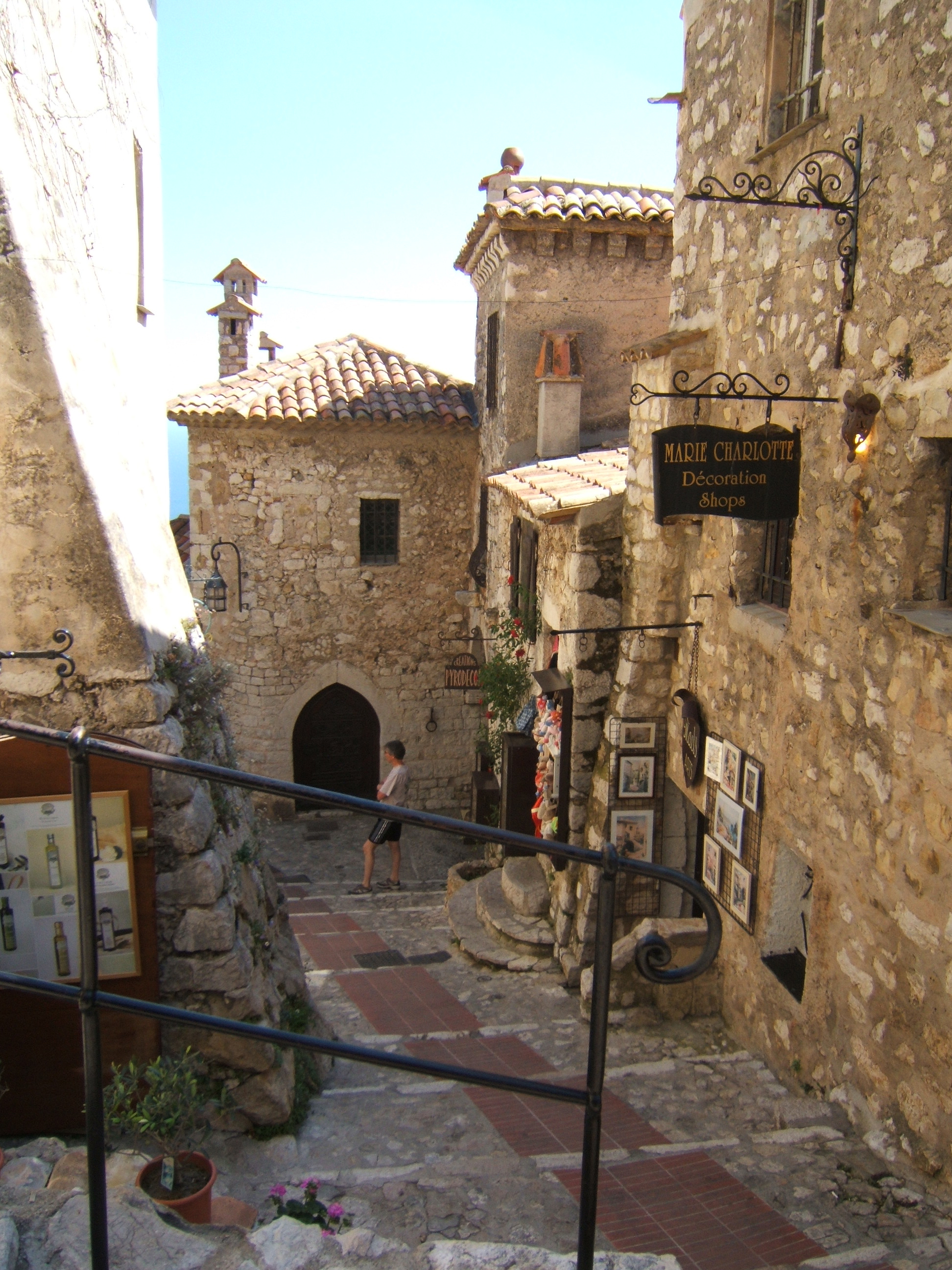
比萨城门
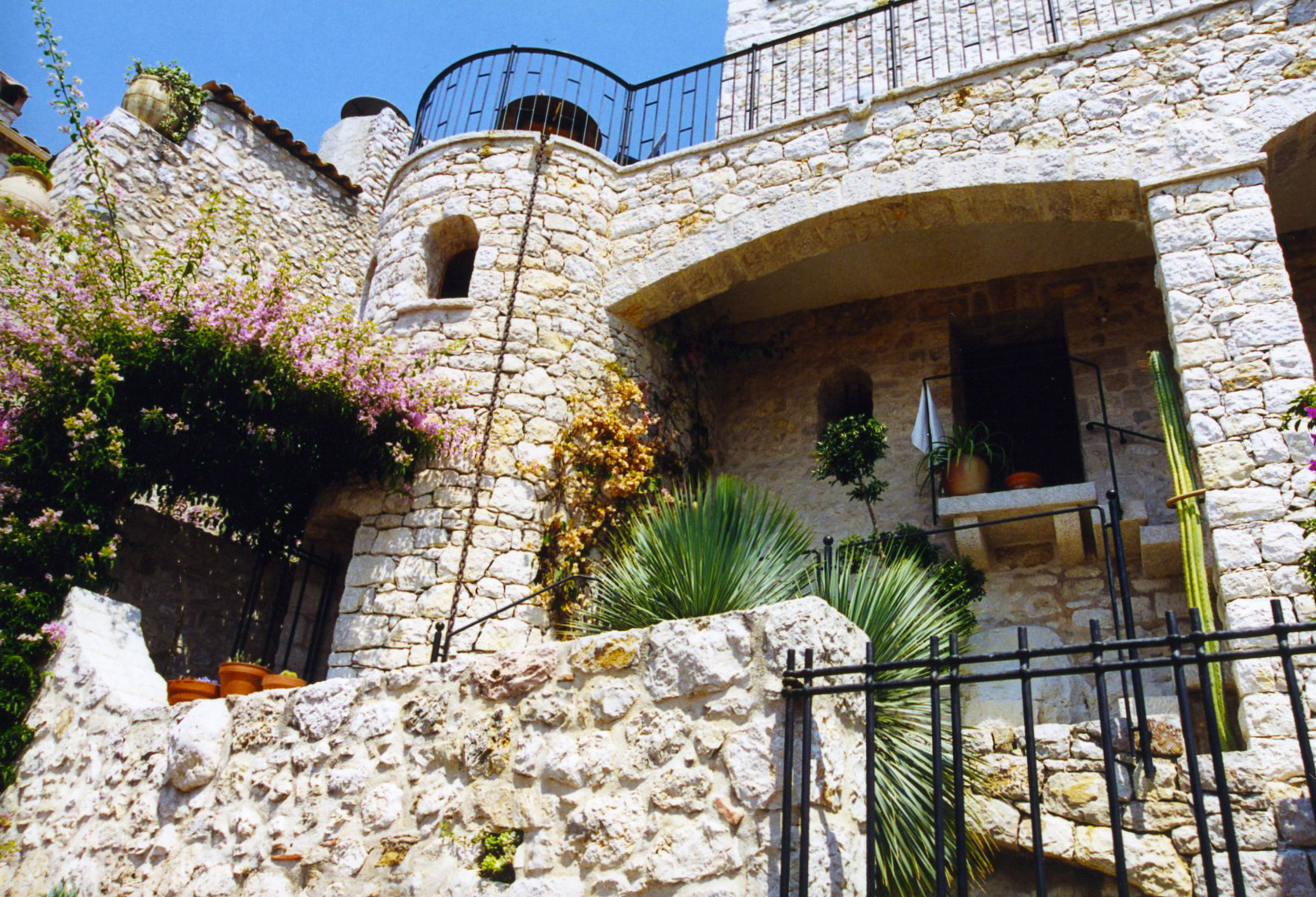
金山羊城堡（法语：Château de la Chèvre d'Or）
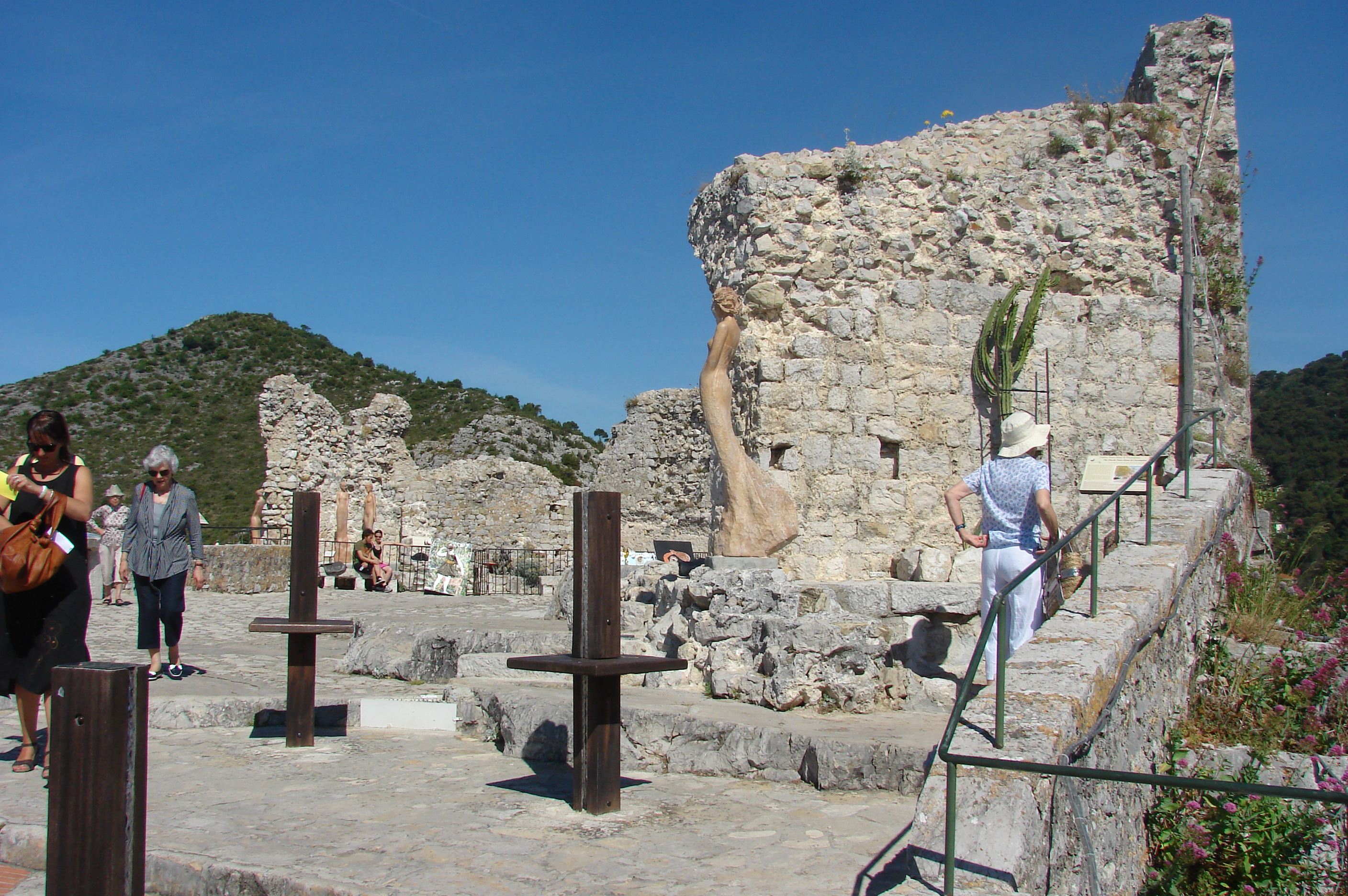
城堡遗址
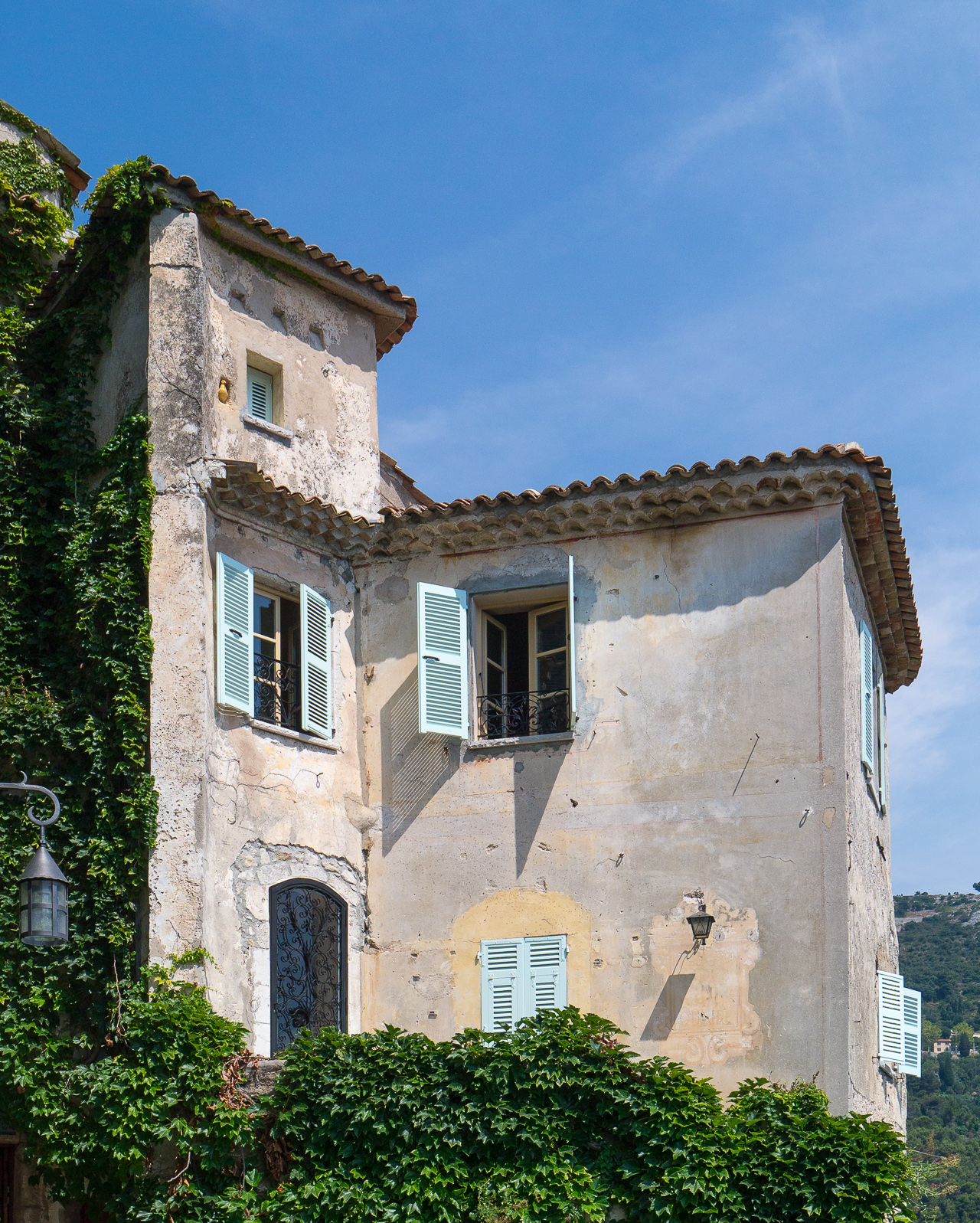
传统民居1
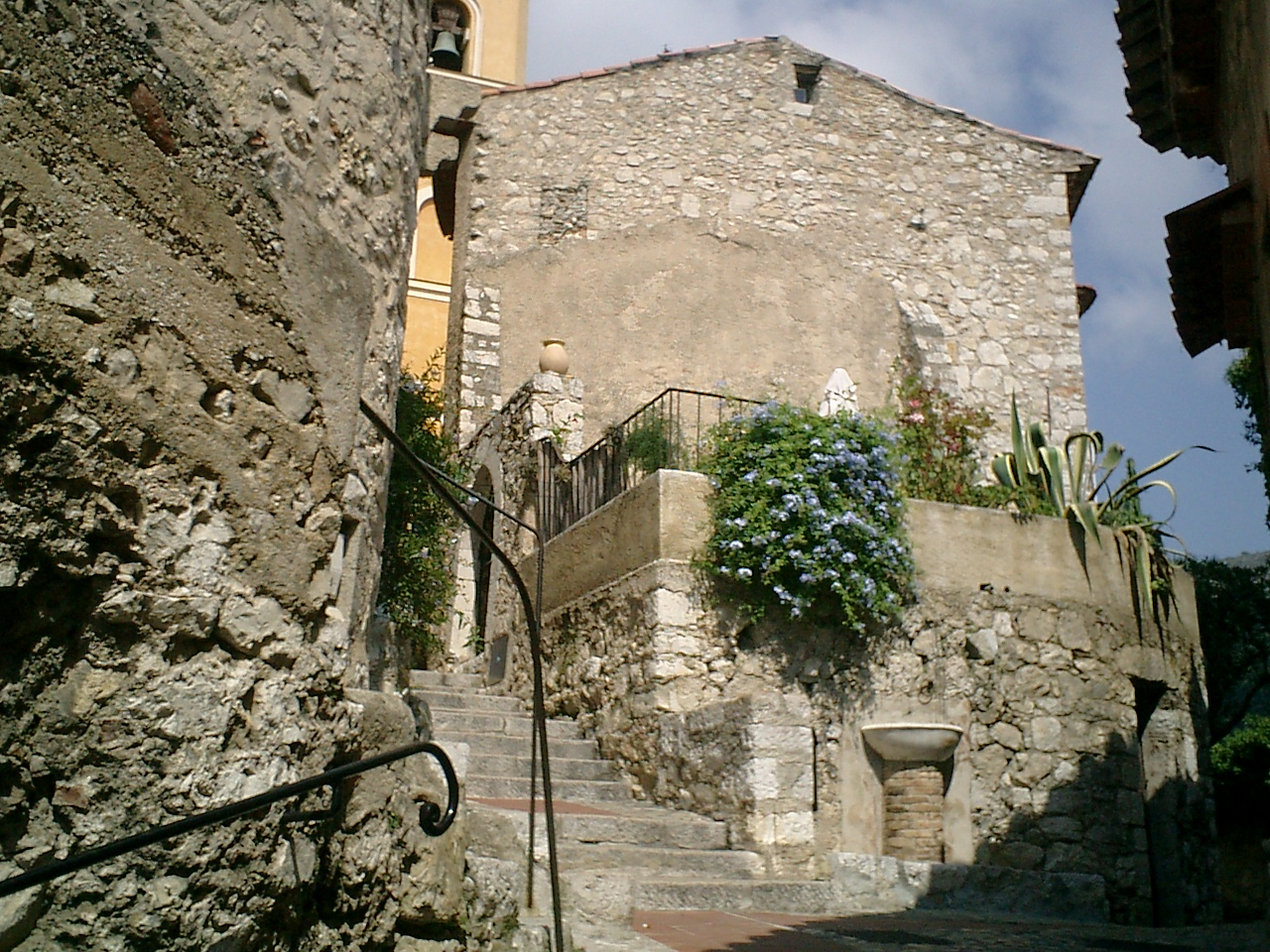
传统民居2

### 旅游
埃兹的旅游事务由其所属的尼斯蔚蓝海岸都会区联合各级政府协调负责。2023年，埃兹境内共有7家酒店共计212间房间。

### 媒体
法国主要的媒体均可在埃兹接收，法国电视三台下属的普罗旺斯-阿尔卑斯-蔚蓝海岸大区频道在部分时段播出埃兹所在滨海阿尔卑斯省的地方新闻。《尼斯早报》、蓝色法兰西蓝色广播、氧气广播、BFM电视台尼斯蔚蓝海岸频道等是当地主要的地方媒体。

## 相关人物
U2乐队主唱博诺和吉他手The Edge在埃兹拥有一处住所。

## 友好城市
截至2024年2月，埃兹暂未建立任何友好城市关系。